# Station Nowa Ruda Przedmieście
Station Nowa Ruda Przedmieście is een spoorwegstation in de Poolse plaats Nowa Ruda.